# バルミューダ
バルミューダ株式会社（英: BALMUDA Inc.）は、東京都武蔵野市に本社を置く日本の電機メーカー。

## 概要
「最小で最大を」を理念に、デスクライトや扇風機、加湿器、ヒーター、スマートフォンといった製品を製造販売している。初期はデスクライトやノートパソコン用冷却台など、デスク周りの製品を開発・販売していたが、リーマンショック後、方向転換を行う。現在は扇風機・ヒーター・加湿器・空気清浄機といった空調関係の製品が中心となっている。

## 歴史

### 会社設立以前
創業者の寺尾玄（てらお げん、1973年7月25日 - ）は、17歳の時高校を中退し、スペイン、イタリア、モロッコなど、地中海沿いを放浪の旅をする。帰国後、プロのシンガーソングライターとして大手レーベルと契約していた。1999年にはロックバンド「Beach Fighters」を結成。
しかしまもなくグループは解散し、寺尾は音楽の道を諦める。
ある時、オランダのデザイン誌を見て「自分もやってみたい、自分も負けない」と思い、ものづくりの道を志す。
しばらくは秋葉原の電気街に通い、独学でプロダクトデザインに必要な知識を身につけて行く。
その後は町工場に自分の作った図面を持って訪れる日々が続く。多くの場所で断られるが、いくつか興味を持った工場で工作機械を貸してもらい、機械の使い方を覚えて行く。
そして2003年に「有限会社バルミューダデザイン」を設立。

### 会社設立〜リーマンショック
- 2003年3月　「有限会社バルミューダデザイン」として寺尾 玄が設立[9]。
- 2003年5月　最初の製品として、ノートパソコン用の冷却台「X-Base」を発売。AssistOnの原宿店とWebサイトのみで販売を開始[要出典]。
- 2004年　デスクライト「Highwire」を発売
- 2005年　自社のオンラインショップで販売開始。

### 扇風機発売、空調家電メーカーへ転換
- 2010年4月　DC扇風機ブームの先駆けとなる「GreenFan」を発売。同商品のヒットで倒産を免れる[10][11][12][13]。
- 2011年4月　「GreenFan2」を発売。
- 2011年4月　「バルミューダ株式会社」に社名変更。
- 2011年10月「GreenFan Cirq」を発売。
- 2012年5月　「GreenFan mini」、「UniPack」を発売。
- 2013年　東京都武蔵野市境南町へ事務所を移転 。
- 2013年4月　「GreenFan2+」を発売。
- 2013年10月　「SmartHeater」、「Rain」を発売。
- 2013年12月　iPhoneアプリ「UniAuto」をリリース
- 2014年4月　「GreenFan Japan」を発売
- 2014年10月　無印良品と共同開発した空気清浄機「MJ-AP1」を発表
- 2014年10月　「SmartHeater2」を発売

### キッチン家電発売〜
- 2015年6月　「BALMUDA The Toaster」発売。20万台を超えるヒット商品に[要出典]
- 2016年9月　「BALMUDA The Pot」を発表
- 2017年1月　ロゴマークを変更、蒸気炊飯器「BALMUDA The Gohan」発売
- 2017年3月　扇風機「The GreenFan」発売（「GreenFan Japan」の名称変更）
- 2018年10月　デスクライト「BALMUDA The Light」を発売
- 2020年12月　東京証券取引所・マザーズ市場に上場
- 2021年５月　スマートフォン事業に参入予定。京セラと共同開発し、ソフトバンクにて独占販売すると発表[14]。
- 2021年11月16日、同社初のスマートフォンとなる「BALMUDA Phone」を同月26日に発売すると発表した[15][16]。
- 2021年12月、コーヒーメーカー「BALMUDA The Brew」発売
- 2023年5月、BALMUDA Phoneの販売を終了し、スマートフォン事業から撤退することを発表[17]。

## 名前の由来
「バルミューダ」という会社名は造語である。一部製品に同梱されている冊子「BALMUDA」によると、「魚のカマスを意味するBarracuda(バラクーダ)、さらにバラック小屋などを指す際に使われるBarrack（バラック）もイメージにあったという。また、「バ」「パ」など、聴感上強い破裂音をあえて冒頭に持つ名前にしようと考えた。」と書かれている。
他の候補として「マゼラン」や「ラスト モンスーン」があった。

## 受賞歴
- 2005年度 グッドデザイン賞（日本 Highwire）
- 2012年度 red dot design award (ドイツ・GreenFan2)[19]
- 2012年度 red dot design award (ドイツ・GreenFan crip)[20]
- 2012年度 グッドデザイン賞 (日本・GreenFan mini)[21]
- 2013年度 iF product design award (ドイツ・GreenFan mini)[22]
- 2013年度 red dot design award (ドイツ・JetClean )[23]
- 2013年度 グッドデザイン賞(日本・Air Engine)[24]
- 2014年度 iF Design Award（ドイツ・AirEngine、SmartHeater)
- 2014年度 キッズデザイン賞(日本・GreenFan Japan)
- 2014年度 red dot design award(ドイツ・Rain)
- 2014年度 iFゴールドアワード（ドイツ・SmartHeater2）
- 2015年度 グッドデザイン賞 金賞（日本・BALMUDA The Toaster）
- 2016年度 iF Design Award（ドイツ・BALMUDA The Toaster）
- 2017年度 red dot design award(ドイツ・BALMUDA The Pot、BALMUDA The Gohan)

## 製品

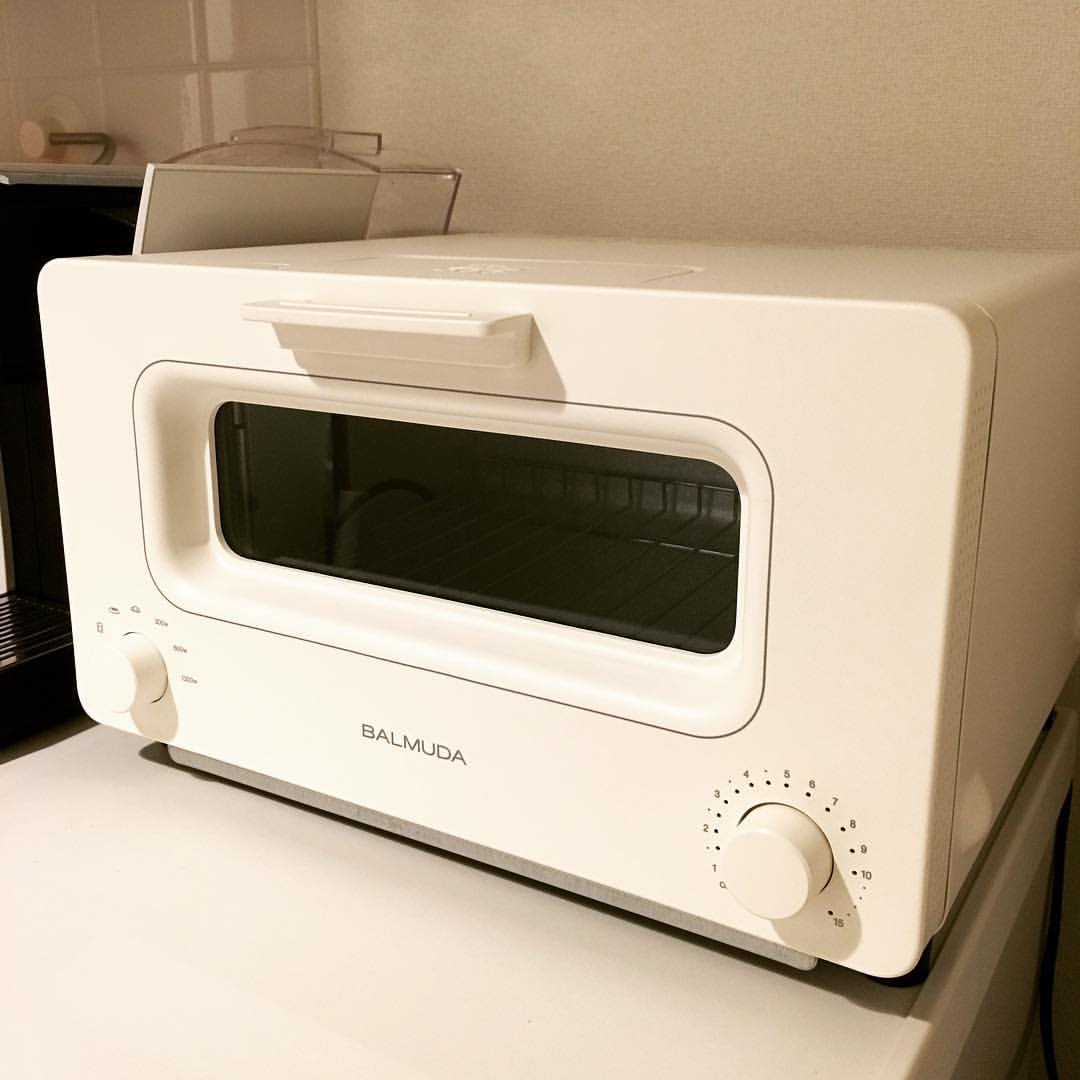
BALMUDA The Toaster

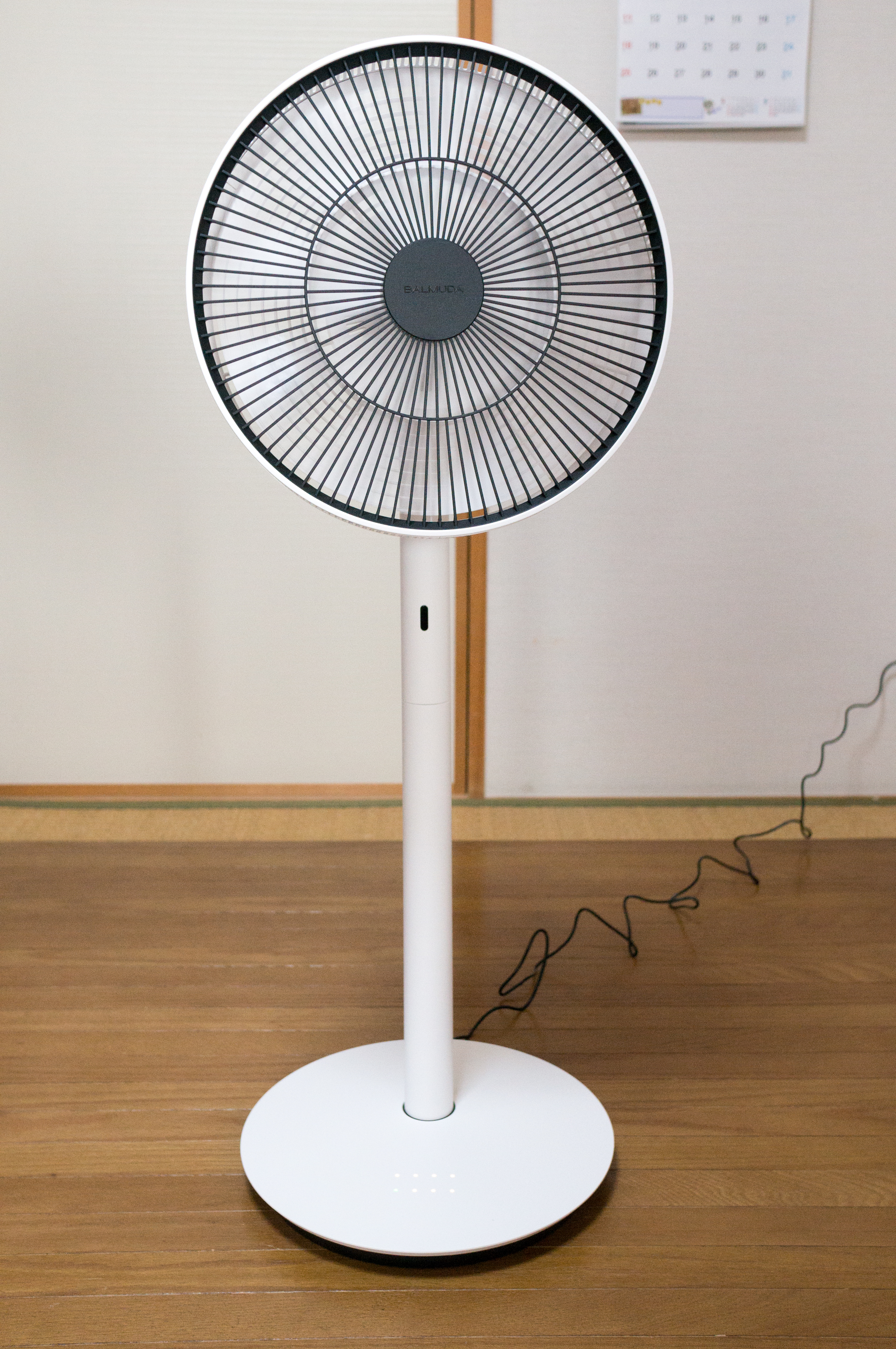
GreenFan

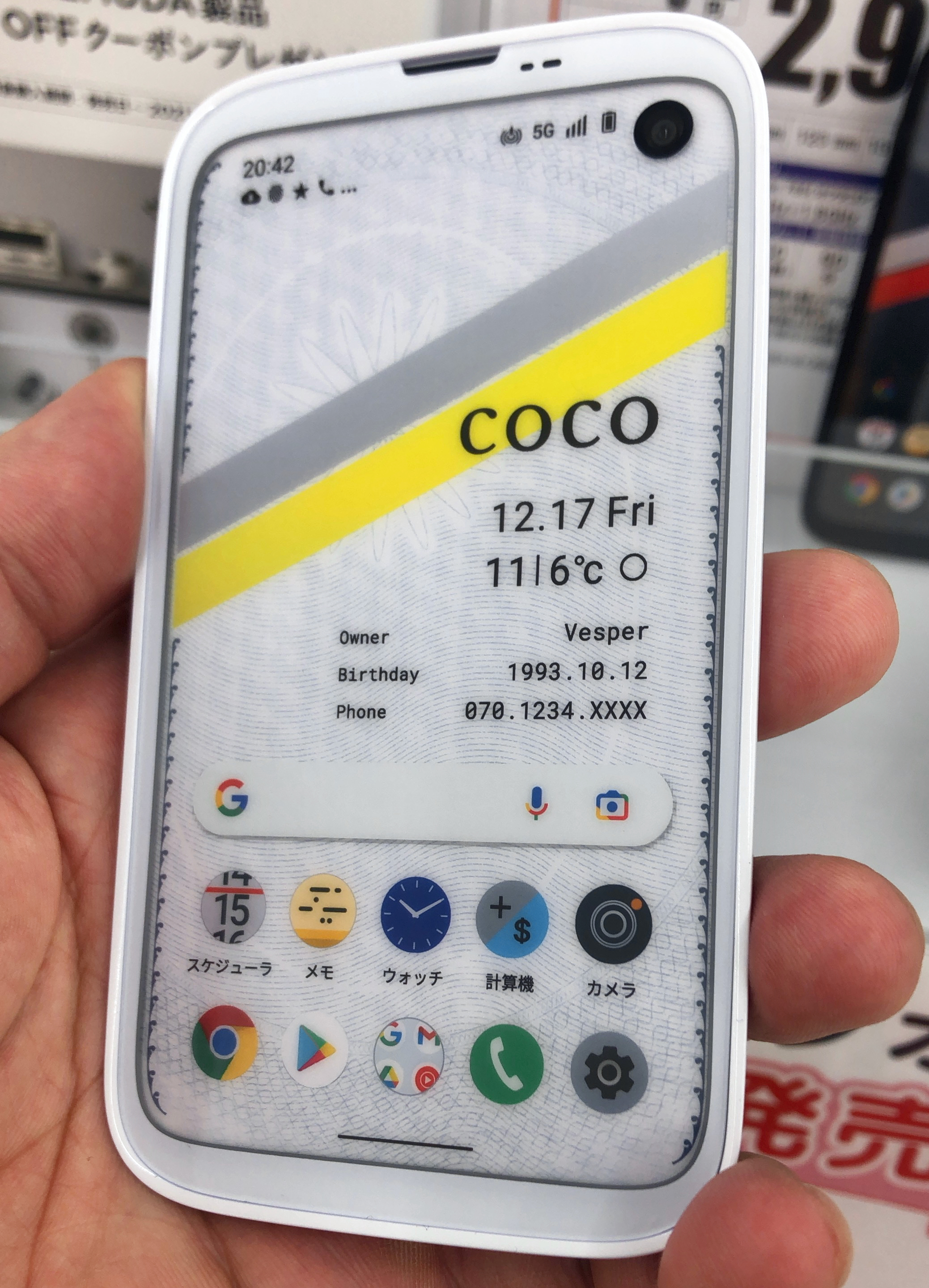
BALMUDA Phone

### デスクライト
- Highwire（高輝度LEDデスクライト 2004年）
- Silence（高輝度LEDスタンドライト 2007年）
- Highwire Smooth（高輝度LED照明 2009年）
- BALMUDA The Light（太陽光LEDデスクライト 2018年）

### Hello! Kitchen シリーズ
- BALMUDA The Toaster　（2015年6月〜）
- BALMUDA The Pot　（2016年10月〜）
- BALMUDA The Gohan　（2017年2月〜）
- BALMUDA The Range　（2017年12月）
- BALMUDA The Brew (2021年12月)

### 扇風機・サーキュレーター
- GreenFan
- GreenFan2
- GreenFan mini
- GreenFanCirq
- GreenFan Japan
- The GreenFan

### 加湿器
- Rain

### 空気清浄機
- JetClean
- AirEngine

### ヒーター
- SmartHeater

### スマートフォン
- BALMUDA Phone（2021年）[16]

### スマートフォンアプリ
- NumberKey（iPhone用テンキーアプリ 2011年）
- UniAuto

（バルミューダ製品の加湿器やヒーターを、スマートフォンとWi-Fiを使うことで外出先から操作できる）

### パソコン周辺機器ほか
- X-Base（バルミューダ最初の製品　MacBook Pro用冷却スタンド）
- Stream（ケーブルオーガナイザー）
- Floater（MacBook Pro用スタンド）
- Kite（A4コピー用紙ホルダー）
- Read Me（ブックスタンド）
- Lift（MacBook Pro用スタンド）
- Aero（デスク）
- Colony（ケーブルオーガナイザー）
- SmartBase（iPhoneスタンド 2010年）

## テレビ番組
- 日経スペシャル カンブリア宮殿 革新的家電を続々開発！躍進するバルミューダの秘密（2017年10月19日、テレビ東京）[26]

## 出版

### 関連書籍
- 『バルミューダ　奇跡のデザイン経営』（著者:守山久子、編者:日経デザイン）（2015年4月1日、日経BPマーケティング）ISBN 9784822264994
- 『行こう、どこにもなかった方法で』（著者:寺尾玄）（2017年4月1日、新潮社）ISBN 9784103509417
- 『バルミューダ 熱狂を生む反常識の哲学』（著者:上岡隆）（2019年7月5日、日経BP社）ISBN 9784296102778

### 雑誌
- 『AXIS　4月号』（2017年3月1日、アクシス）- カバーインタビュー:寺尾玄 (バルミューダ 代表取締役社長)

## 参考資料
- 『BALMUDA』(2012年、バルミューダ株式会社発行、AXIS編集、川上典李子執筆)